# Meripilus
Meripilus là một chi nấm thuộc họ Meripilaceae. Chi này phân bố rộng khắp và có khoảng năm loài.